# Pachyrhynchus

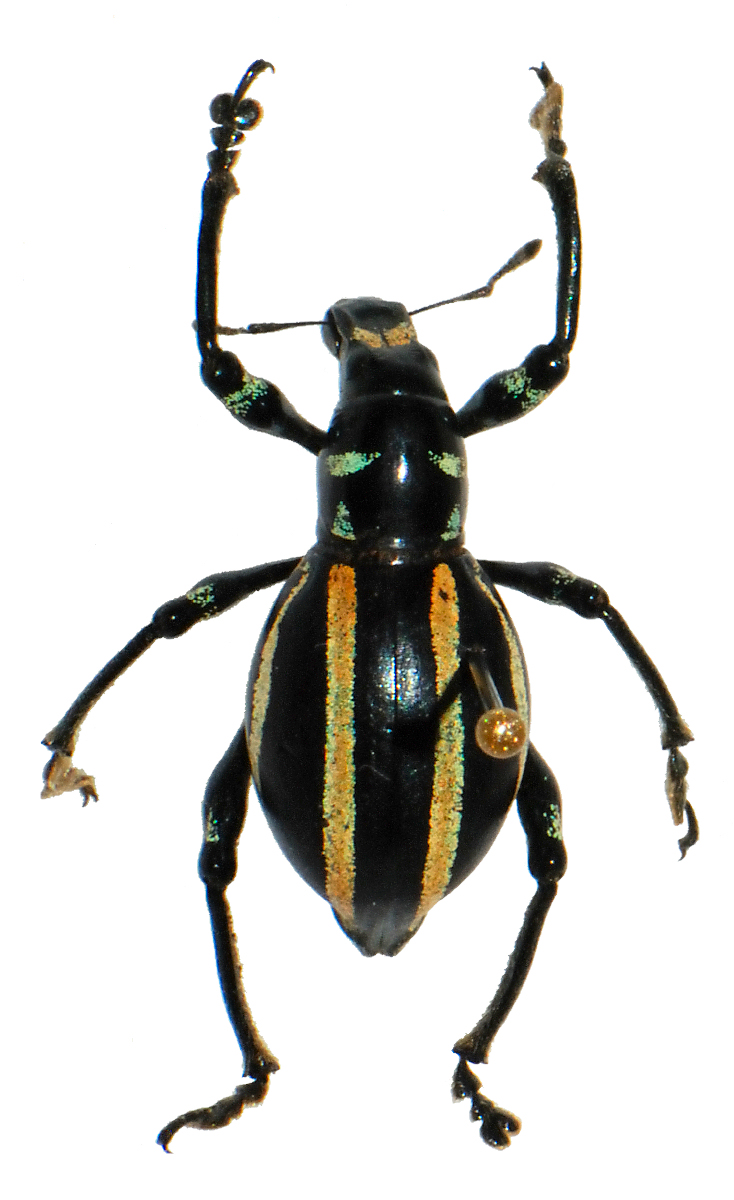
Pachyrhynchus inclytus

Pachyrhynchus (лат.) — род нелетающих жесткокрылых подсемейства Entiminae из семейства долгоносиков. Одни из самых ярко окрашенных жуков-долгоносиков. Эндемики Юго-Восточной Азии.

## Распространение
Встречаются в Юго-Восточной Азии. Распределение видов по странам (145 видов, 2018 год): Филиппины (135 видов, 93 %), Индонезия (6 видов, 4 %), Япония (3 вида) и Тайвань (1 вид).

## Описание
Нелетающие жуки-долгоносики рода Pachyrhynchus имеют яркую апосематическую окраску. Длина 1—2 см. Бескрылые (задние перепончатые крылья отсутствуют), надкрылья сросшиеся. Яйца откладывают в ткани растений. Личинки развиваются внутри стеблей растения-хозяина.
Предполагается, что эти нелетающие насекомые распространяются от одного острова к другому, сплавляясь на растении-хозяеве. Этому может способствовать скученный образ жизни яиц и личинок, а также воздушная полость под сросшимися надкрыльями, которые помогают взрослым плавать.
Однако эксперименты с Pachyrhynchus jitanasaius показывают, что выживаемость взрослых в воде — пресной, солоноватой или морской — низкая (большинство погибло в течение 12 часов, и ни один жук не выживал дольше, чем 40 часов). С другой стороны, личинки, живущие в плодах Баррингтонии азиатской (Barringtonia asiatica) выживают гораздо лучше, чем имаго. Личинки переживают шесть дней воздействия морской воды и успешно вырастают во взрослую стадию. Это говорит о том, что яйца и личинки являются первичными дисперсионными стадиями у Pachyrhynchus.

## Виды
Около 150 видов:
- Pachyrhynchus abranus
- Pachyrhynchus aeneus
- Pachyrhynchus aglaiae
- Pachyrhynchus alboguttatus
- Pachyrhynchus anichtchenkoi
- Pachyrhynchus antonkozlovi
- Pachyrhynchus apoensis
- Pachyrhynchus ardens
- Pachyrhynchus argus
- Pachyrhynchus barsevskisi
- Pachyrhynchus biplagiatus
- Pachyrhynchus boronganus
- Pachyrhynchus cabrasae
- Pachyrhynchus caeruleovittatus
- Pachyrhynchus chevrolati
- Pachyrhynchus chlorolineatus
- Pachyrhynchus cincinnus
- Pachyrhynchus circuliferus
- Pachyrhynchus concinnus
- Pachyrhynchus cruciatus
- Pachyrhynchus cumingii
- Pachyrhynchus davaoensis
- Pachyrhynchus decussatus
- Pachyrhynchus domino
- Pachyrhynchus elegans
- Pachyrhynchus elenae
- Pachyrhynchus erichsonii
- Pachyrhynchus eschscholtzii
- Pachyrhynchus infernalis
- Pachyrhynchus fahraei
- Pachyrhynchus fimbriatus
- Pachyrhynchus galeraensis
- Pachyrhynchus gemmans
- Pachyrhynchus gemmatus
- Pachyrhynchus globulipennis
- Pachyrhynchus helleri
- Pachyrhynchus hirokii
- Pachyrhynchus inclytus
- Pachyrhynchus inornatus
- Pachyrhynchus jitanasaius
- Pachyrhynchus jugifer
- Pachyrhynchus kraslavae
- Pachyrhynchus lagopyga
- Pachyrhynchus latifasciatus
- Pachyrhynchus mandarinus
- Pachyrhynchus marinduquensis
- Pachyrhynchus moniliferustypus
- Pachyrhynchus multipunctatus
- Pachyrhynchus murinus
- Pachyrhynchus naokii
- Pachyrhynchus neojugifer
- Pachyrhynchus nitcisi
- Pachyrhynchus orbifer
- Pachyrhynchus ornatus
- Pachyrhynchus perpulcher
- Pachyrhynchus phaleratus
- Pachyrhynchus pretiosus
- Pachyrhynchus profanus
- Pachyrhynchus pseudamabilis
- Pachyrhynchus pseudapoensis
- Pachyrhynchus pseudhalconensis
- Pachyrhynchus rebus
- Pachyrhynchus reticulatus
- Pachyrhynchus rhodopterus
- Pachyrhynchus rizali
- Pachyrhynchus roseomaculatus
- Pachyrhynchus rufopunctatus
- Pachyrhynchus rugicollis
- Pachyrhynchus sallei
- Pachyrhynchus schoenherri
- Pachyrhynchus scintillans
- Pachyrhynchus semperi
- Pachyrhynchus shavrini
- Pachyrhynchus smaragdinus
- Pachyrhynchus speciosus
- Pachyrhynchus sphenomorphoides
- Pachyrhynchus striatus
- Pachyrhynchus subamabilis
- Pachyrhynchus tadauchii
- Pachyrhynchus tikoi
- Pachyrhynchus valainisi
- Pachyrhynchus waltoni
- Pachyrhynchus venustus
- Pachyrhynchus zamboanganus